# Cantó de Formerie
El cantó de Formerie és un cantó francès del departament de l'Oise, situat al districte de Beauvais. Té 23 municipis i el cap és Formerie.

## Municipis
- Abancourt
- Blargies
- Boutavent
- Bouvresse
- Broquiers
- Campeaux
- Canny-sur-Thérain
- Escles-Saint-Pierre
- Formerie
- Fouilloy
- Gourchelles
- Héricourt-sur-Thérain
- Lannoy-Cuillère
- Moliens
- Monceaux-l'Abbaye
- Mureaumont
- Omécourt
- Quincampoix-Fleuzy
- Romescamps
- Saint-Arnoult
- Saint-Samson-la-Poterie
- Saint-Valery
- Villers-Vermont

## Història
| Data d'elecció                           | Identitat      | Partit                            | Qualitat |
| ---------------------------------------- | -------------- | --------------------------------- | -------- |
| 1945-1967                                | M. Buisson     | radical, després RGR, després UNR |          |
| 1967-1973                                | M. Macrez      | Divers gauche, després PS         |          |
| 1973-1987                                | André Trancart | Divers droite                     |          |
| 1987-1992                                | Hervé Joron    | PS                                |          |
| 1992-                                    | Gérard Decorde | RPR, després UMP                  |          |
| les dades anteriors no són pas conegudes |                |                                   |          |
|                                          |                |                                   |          |

## Demografia
| A partir de 1990: Població sense dobles comptes |